# Lyrical Assault
Lyrical Assault est un groupe de hip-hop canadien, originaire de Vaudreuil, dans la région de Montréal, au Québec. Comme plusieurs groupes émergeant du Québec, Lyrical Assault a plusieurs de ses compositions sur des compilations (live et studio). Parallèlement, plusieurs des membres de la formation ont produit des albums en solo et/ou en duo.

## Biographie
Dès 2002, la bande d'amis se réunit dans le sous-sol de Zer0 Tolerance (Nicholas Legault) à Vaudreuil-Dorion, fait du freestyle et produit ses propres morceaux. Le groupe prend de l'expérience et fait sa première représentation devant public au Hip hop show en juin 2002. Rapidement, il fait sa marque sur la scène du rap montréalais et se produit dans des endroits convoités par les groupes émergents tels que le Bourbon Street, le Manchester bar, les Foufounes électriques, l'Alizé Montréal, Chez Maurice (aux côtés de Muzion), etc.
Parallèlement, les membres du groupe se produisent aussi en duo ou en solo, dans des concours où ils remportent les finales : Urban Synergy 2005, Hip-hop 4Ever 2005, La Boom 2007.
En novembre 2007, Lyrical Assault participe à la finale de la Global Battle of the Bands (GBOB) présentée aux Foufounes électriques, réunissant dix-huit groupes du Québec et de l'Ontario. La formation montréalaise remporte la première place,. À l'issue de ce concours, Lyrical Assault s'envole pour Londres où il représente le Canada à la grande finale internationale du GBOG,.
Lors de la représentation, onze musiciens sur scène : Pierre-Luc Fortin (DJ Passan) le DJ du groupe, Nicholas Legault (Zer0 Tolerance alias Nick Lucas) MC anglophone, Denis Langlois (R-Tikk) MC francophone, Jean-Sébastien Baciu (J-Fresh) le bassiste, Alexis Arbour le guitariste, Alisa Charles la choriste, Arisa Safu la saxophoniste et guitare acoustique, Charles Alexi Masse (Charley Brown) MC francophone, Francois Thiffault (Horny Frank) saxophoniste soprano / ténor / baryton et flute traversière, Marc-André Decelles (M.A.D.D) le batteur.
Le groupe vainqueur de l'édition 2007 du GBOB est Boys In A Band, originaire des Îles Féroé.

## Membres originaux (2001-2003)
- Charles-Alexis Masse (Charley Brown)
- Denis Langlois (R-Tikk)
- Louis Philippe Fortin (Furtif)
- Nicholas Legault (Lefty)
- Pierre-Luc Fortin (Passan)

## Membres (2003-2006)
- Charles-Alexis Masse (Charley Brown)
- Denis Langlois (R-Tikk)
- Nicholas Legault  (Zer0 Tolerance)
- Pierre-Luc Fortin (Passan)

## Membres (2007 - GBOB)
- Alexis Arbour – guitare
- Alisa Charles – voix
- Arisa Safu – saxophone, guitare
- Charles Alexis Masse – voix
- Denis Langlois –  Voix, trompette
- Jean-Sebastien Baciu– basse
- Marc-André Decelles – batterie
- Nicholas Legault – Voix
- Pierre-luc Fortin – DJing, Beatmaking, Réalisateur

## Membres (2008)
- Benoit Racine – basse
- Charles Alexi Masse – voix,
- Denis Langlois –  Voix, trompette
- Francois Thiffault – saxophone, flûte
- Marc-André Decelles – batterie
- Nicholas Legault – Voix
- Pierre-luc Fortin – DJing, Beatmaking, Réalisateur
- Thierry Séguin – Guitare

## Discographie
- 2007 : Funk for Your Trunk (DJ Passan et Zer0 Tolerence)
- 2006 : Make the Speakers Bleed (Tolerence et Charley Brown)
- 2006 : L'usine des rêves (R-Tikk avec la participation de DJ Passan)
- 2005 : Let It Be Known (Zer0 Tolerence)
- 2005 : Apex Mundi - Nouvelle génération
- 2004 : La Cave Vol.2 (compilation)
- 2004 : While You Waiting LP
- 2004 : Let It Be Known EP (Zer0 Tolerence)
- 2003 : Apex Mundi - Nouvelle génération
- 2003 : Stricly Hip hop
- 2003 : The Zer0 Tolerance EP